# Arena Wonju
Arena Wonju - przeznaczona do koszykówki hala sportowa znajdująca się w mieście Wonju, w Korei Południowej. W tej hali swoje mecze rozgrywa drużyna TG Xers. Hala może pomieścić 3 300 widzów, wszystkie miejsca są siedzące.